# Арачич, Илия
Илия Арачич (хорв. Ilija Aračić; род. 15 ноября 1970, Славонски-Брод) — хорватский футболист, игравший на позиции нападающего; тренер.

## Биография
Начинал карьеру футболиста в хорватском клубе «Риека». 19 декабря 1993 года дебютировал в хорватской Первой лиге, выйдя на замену в домашней игре против «Задара». 1 мая 1994 года забил свой первый гол в чемпионате, увеличив преимущество своей команды в домашней игре с «Пазинкой».
С начала 1995 года выступал за немецкий «Кемницер», игравший в то время во Второй Бундеслиге. Летом 1997 года перешёл в другой клуб Второй Бундеслиги «Теннис-Боруссия». В начале 1999 года стал игроком берлинской «Герты». 20 февраля того же года дебютировал в немецкой Бундеслиге, выйдя на замену после перерыва в домашнем поединке против дортмундской «Боруссии». На 70-й минуте того же матча забил свой первый гол в главной немецкой лиге, а спустя 12 минут оформил дубль. Летом 2000 года Арачич перешёл в «Арминию», выбывшую тогда во Вторую Бундеслигу, где и завершил свою карьеру футболиста.